# Electric Guest
Gli Electric Guest sono un gruppo musicale statunitense formatosi a Los Angeles nel 2011, composto da Asa Taccone e Matthew "Cornbread" Compton, con il bassista Luke Top ed il tastierista e chitarrista Reese Richardson come musicisti di supporto durante i concerti dal vivo. Il 24 aprile 2012, pubblicarono il loro album di debutto Mondo, contenente il singolo This Head I Hold, seguito il 17 febbraio 2017 da Plural.

## Carriera
Asa Taccone incontrò Matthew Compton, un batterista, dopo aver affittato una stanza, precedentemente abitata da Brian "Danger Mouse" Burton, in una grande casa di inquilini prevalentemente musicisti. Iniziarono subito a collaborare insieme. Burton ascoltò le demo del loro lavoro e, nell'arco di un anno, spinse Taccone a fare un album.
Per quanto riguarda il nome "Electric Guest", Taccone raccontò di essersi ispirato ad una donna anziana che una volta lo chiamò «un ospite elettrico dell'universo».
Nell'aprile 2012, suonarono This Head I Hold al Late Show with David Letterman, facendo ulteriori apparizioni televisive negli Stati Uniti in Late Night with Jimmy Fallon e Conan. Nel Regno Unito invece comparvero nelle sessioni della BBC di Lauren Laverne, Dermot O'Leary e Rob da Bank. Nel frattempo, alcuni loro brani vennero inseriti in alcune serie televisive americane, come Teen Wolf, Girls  e Suits.
Nello stesso periodo uscì il primo album in studio, Mondo, influenzato dalla musica retrò degli anni '70 e '80. Come recensito dalla rivista Rolling Stone, il suo stile è un «viaggio di Beckian nell'anima dei bassifondi di Los Angeles, pieno di fastidiose insegne al neon che riflettono l'irta autostrada della fama e il vuoto della vita moderna.»
Burton co-produsse l'album dopo un anno di scambi di consigli e musica con Asa Taccone, in quanto era fratello minore di Jorma, suo amico. Entrò anche a far parte dello staff di produzione. Oltre agli album e i singoli, gli Electric Guest realizzarono una cover di Ritual Union di Little Dragon per le session "Like a Version" per Triple J in Australia. Nu:Logic fece un remix di This Head I Hold in UFK Drum&Bass.
Sia Taccone che Compton vennero influenzati da generi distinti: quest'ultimo guardò a Melody of Certain Damaged Lemons  e Vu de l'extérieur, raccontando di essere cresciuto principalmente ascoltando artisti indie, mentre il primo con l'hip-hop e il soul, citando come influenze 93 'til Infinity dei Souls of Mischief, gli E-40 e Mac Dre. La band è degna di nota per il suono pop che presenta sensibilità Motown con i falsetti di Taccone.
Matthew Compton è anche apparso in altre produzioni, tra cui Wes Come Back dall'EP di debutto di Rodes Rollins Young Adult (2017) e in Mystery Man (2018). Inoltre entrambi collaborarono con Carly Rae Jepsen nel brano Feels Right, pubblicato in Dedicated nel 2019.

## Videoclip
Gli Electric Guest hanno prodotto sei videoclip: This Head I Hold, American Daydream, The Bait, Dear to Me, Oh Devil e Back for Me.

## Accoglienza
Vennero inseriti dodici volte nella lista di MTV Artists to Watch nel 2012 così come da NME nella classifica Radar Band of the Week nel febbraio 2013. Il The Guardian disse che la band «è specializzata in un pop soul pieno di emozioni, così insidiosamente orecchiabile che sospetti che sia stato concepito come un omaggio a - persino un pastiche di - i creatori del genere.»

## Tour

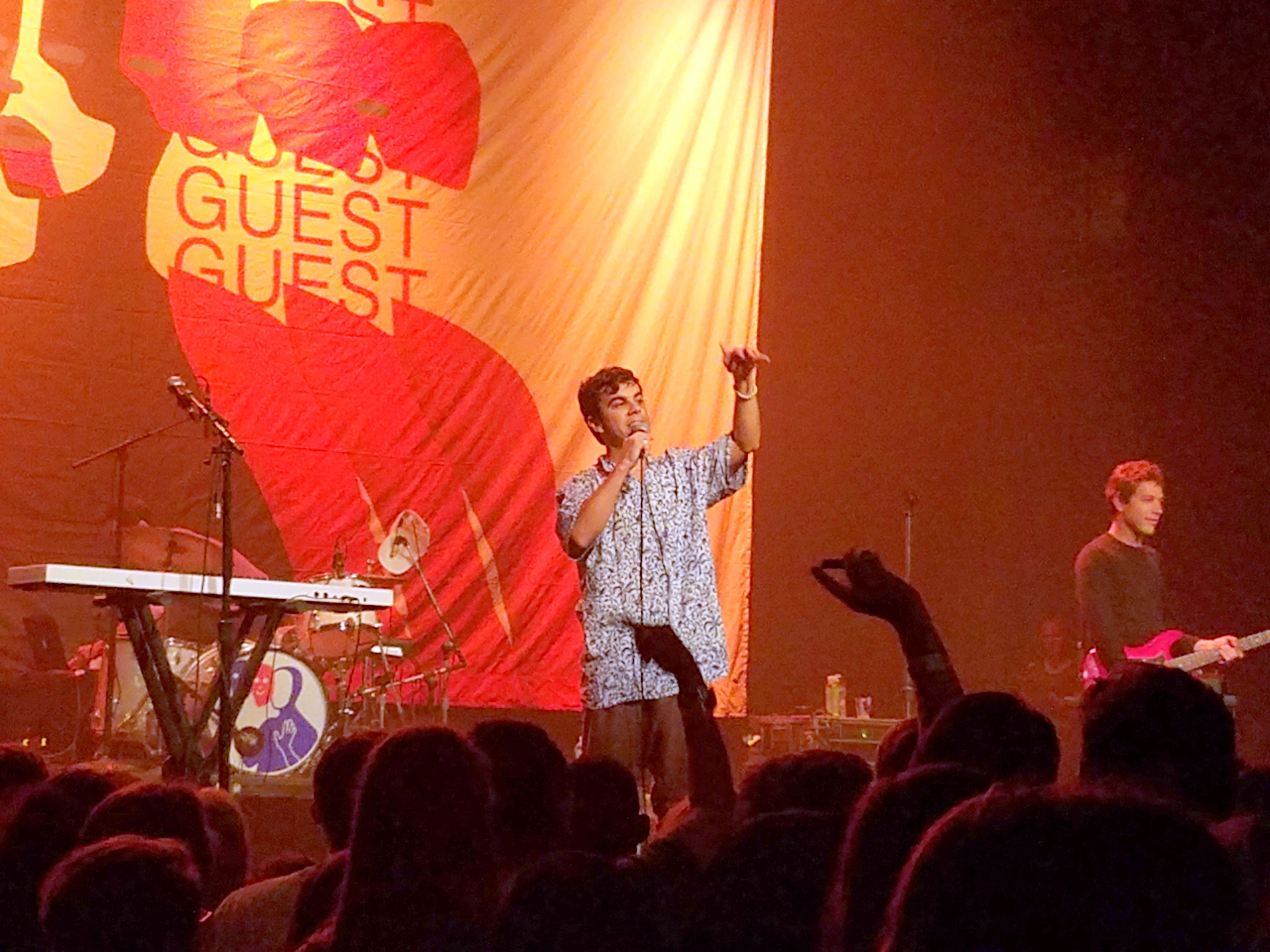
Gli Electric Guest durante un concerto al Jefferson di Charlottesville, Virginia il 16 settembre 2017.

Il tour promozionale di Mondo iniziò nel 2012, dopo che Taccone e Compton assoldarono come musicisti di supporto il tastierista Todd Dahloff e suo fratello, il chitarrista Tory. Il sito Dynamic lo definì: "«Vero, crudo, [con] belle emozioni [che] sono state un pulsare da parte di questi giovanotti». Nel 2012 e nel 2013 attraversarono più volte la Francia, in cui finirono la tournée, con una tappa al Le Trianon di Parigi. Altro Paese ricco di tappe fu il Regno Unito, con l'ultima tappa fatta alla Scala di Londra.
Electric Guest ottennero un mese di residenza presso l'Echo di Echo Park (Los Angeles), facendo apparizioni per festival nazionali come il SXSW, il Bonnaroo Music Festival, lo Sasquatch, e l'Outside Lands Music Festival. Internazionalmente, si esibirono al Montreux, allo Splendor in the Grass in Australia, e al Leeds Festival nel Regno Unito, così come al Festival Printemps de Bourges, Eurockeennes e We Love Green (tutti in Francia). Nel 2013, apparvero all'Austin City Limits, al First City Fest, alla settimana della moda di Berlino e al Festival di Cannes.
Inoltre furono ospiti all'evento principale del 30 ° anniversario dello SLO Brew Music Festival l'8 settembre 2018 a San Luis Obispo in California.

## Formazione
- Asa Taccone – voce, strumenti
- Matthew "Cornbread" Compton – batteria
- Luke Top – basso elettrico
- Reese Richardson – chitarra, tastiere

## Discografia

### Album in studio
| Mondo                                                                                 | - Pubblicato: 24 aprile 2012 - Etichetta: Across the Universe, Downtown, Dew Process - Formati: Download, CD, LP | 11 | 49 | 98 | 32  |
| Plural                                                                                | - Released: 17 February 2017 - Label: Across the Universe, Downtown - Formats: Download, CD, LP                  | 18 | —  | —  | 152 |
| "—" denota che l'album che è entrato in classifica, o che non è uscito in quel Paese. | |    |    |    |     |

### Extended plays
| Holiday EP                                                                                     | - Released: 6 November 2012 - Label: Downtown - Formats: Digital, CD, 7" vinyl | —   |
| Good America                                                                                   | - Released: 29 Apr 2013 - Label: Because Music - Formats: Digital, CD          | 133 |
| "—" denota le canzoni che non sono entrate in classifica, o che non sono uscite in quel Paese. |                                                                                |     |

### Singoli
| American Daydream                                                             | 2012 | —  | —  | —  | —  | —  | Mondo        |
| This Head I Hold                                                              | 2012 | 30 | —  | 84 | 56 | 37 | Mondo        |
| Holiday                                                                       | 2012 | —  | —  | —  | —  | —  | Holiday EP   |
| The Jerk / Back on Me                                                         | 2013 | —  | —  | —  | —  | —  | Good America |
| Dear to Me                                                                    | 2016 | —  | —  | —  | —  | —  | Plural       |
| Oh Devil                                                                      | 2017 | —  | 45 | —  | —  | —  | Plural       |
| "—" denotes singles that did not chart, or were not released in that country. |      |    |    |    |    |    |              |

### Altre canzoni entrate in classifica
| Under the Gun                                                                                  | 2012 | —   | 183 | Mondo |
| The Bait                                                                                       | 2012 | 129 | —   | Mondo |
| "—" denota le canzoni che non sono entrate in classifica, o che non sono uscite in quel Paese. |      |     |     |       |